# Galvarinus
Galvarinus — рід змій родини полозових (Colubridae). Представники цього роду мешкають в Південній Америці. Раніше їх відносили до роду Tachymenis, однак за результатами дослідження 2022 року вони були переведені до новоствореного роду Galvarinus.

## Види
Рід Galvarinus нараховує 3 види:
- Galvarinus attenuatus (Walker, 1945)
- Galvarinus chilensis (Schlegel, 1837)
- Galvarinus tarmensis (Walker, 1945)